# Noel Barber
Noel Barber (9 september 1909 - Fulham (Londen), 10 juli 1988) was een Brits auteur, journalist en oorlogscorrespondent. Hij schreef succesboeken die miljoenen lezers bereikten. Veel van zijn boeken gaan over zijn ervaringen als buitenlandcorrespondent. Onder meer door de exotische oorden die hij aandeed werd hij een van de toonaangevende journalisten in de jaren 40, '50 en '60. Zijn boeken werden uitgebracht in meerdere talen, waaronder een negental in het Nederlands.

## Levensloop
Barber begon zijn carrière bij de Yorkshire Evening Post. Hij ging daarna naar de Manchester Daily Express, waar hij buitenlandcorrespondent werd en verslag deed vanuit China, Siberië en andere delen van de Sovjet-Unie in 1938-1939. Tussen 1942 en 1945 diende hij als navigator bij de Britse Royal Air Force en in 1945 sloot hij zich aan bij het Franse Vreemdelingenlegioen.
In Parijs werd hij tussen 1945 en 1953 correspondent en redacteur voor de Continental Daily Mail en van 1953 tot 1965 vervolgens buitenlandcorrespondent voor de London Daily Mail. Hij werd in 1954 gewond tijdens de Onafhankelijkheidsoorlog in Marokko door vijf messteken. In Hongarije liep hij in 1956 tijdens de Hongaarse Opstand een schotwond op aan het hoofd. Een van zijn compagnons, Sefton Delmer, werd zo woedend dat hij uit de auto sprong en met lege handen op de soldaat afstapte, die hierop geen schoten meer afvuurde. De hoofdwond bleek niet gevaarlijk te zijn en Baber werd verpleegd in het Britse gezantschap.
Als eerste Brit sinds de expeditie van Scott-Amundsen van 1911-1912 bereikte hij in 1957 de Zuidpool. Sinds 1959 werd hij producer en presentator van reisfilms voor televisie. In dat jaar probeerde hij een primeur te halen ten opzichte van andere journalisten, door met een vliegtuig boven de NEFA (Indian Northeast Frontier Area) te vliegen en verslag te doen van de vlucht van de veertiende dalai lama. Hier zou hij zijn vluchtverslag al naar de Daily Mail hebben gestuurd, voordat hij was opgestegen, aldus Tom Grunfeld die beweert dat Barber niet zou zijn opgestegen vanwege slechte weerscondities.

### Romans
- Cities (1951)
- De sultans - Lords of the Golden Horn: From Suleiman the Magnificent to Kamal Ataturk (1973)
- Tanamera - Tanamera: A Novel of Singapore (1981)
- Als de druiven weer rijpen - A farewell to France (1983)
- Serena - A woman of Cairo (1984)
- Schaduwen over het paradijs - The other side of paradise (1986)
- De poort van het geluk - The weeping and the laughter (1988)
- Villa Magari - The daughters of the prince (1990)

### Non-fictie
- Fires of Spring (1952)
- Strangers in the Sun (1955)
- A Handful of Ashes: A Personal Testament of the Battle of Budapest (1957)
- The White Desert (1958)
- Distant Places (1959)
- Het verloren land - The Flight of the Dalai Lama (1960)
- Life with Titina (1961)
- Adventures At Both Poles (1963)
- Conversations with Painters (1964)
- The Black Hole of Calcutta (1965)
- Let's Visit the USA (1967)
- Sinister Twilight: The Fall And Rise Again of Singapore (1968)
- From the Land of Lost Content (1969)
- The War of the Running Dogs: How Malaya Defeated the Communist Guerrillas, 1948-60 (1971)
- De Hongaarse opstand - Seven Days of Freedom: Hungarian Uprising, 1956 (1974)
- The Week France Fell: June 10-16, 1940 (1976)
- The Singapore Story (1978)
- Fall of Shanghai: Communist Takeover in 1949 (1979)
- Sakkara (1985)

### Autobiografie
- The Natives Were Friendly So We Stayed the Night (1977)

- Bibliothèque nationale de France: cb11890132f (data)
- CiNii: DA04085810
- Gemeinsame Normdatei: 1092254978
- International Standard Name Identifier: 0000 0001 0870 027X
- Library of Congress Control Number: n79067887
- Bibliotheek van het Japanse parlement: 00511881
- Nationale Bibliotheek van Tsjechië: mzk2009502758
- Nationale bibliotheek van Australië: 35388653
- Nationale Bibliotheek van Israël: 987007270957805171
- Nationale Bibliotheek van Polen: a0000001157244
- Nationale en Universitaire bibliotheek Zagreb: 000012632
- Nederlandse Thesaurus van Auteursnamen: 067988776
- SNAC: w6tc4q25
- Système universitaire de documentation: 026704226
- Trove: 935167
- Virtual International Authority File: 12304556
- WorldCat: E39PBJppGc7TWWk6pDYJYQ8grq